# Ria de Aveiro
Ria de Aveiro este o arie protejată (sit de importanță comunitară — SCI) din Portugalia întinsă pe o suprafață de 33.127,49 ha, integral pe uscat.

## Localizare
Centrul sitului Ria de Aveiro este situat la coordonatele 40°41′06″N 8°39′21″W / 40.684874°N 8.655714°V.

## Înființare
Situl Ria de Aveiro a fost declarat sit de importanță comunitară în august 2014 pentru a proteja 2 specii de plante și 11 specii de animale.

## Biodiversitate
Situată în ecoregiunile marină Atlantică și mediteraneană, aria protejată conține 25 de habitate naturale: Bancuri de nisip acoperite în permanență slab de apă marină, Estuare, Terase mlăștinoase și terase nisipoase neacoperite de apă la reflux, Lagune de coastă, Vegetație anuală la limita mareei, Salicornia și alte specii anuale care populează regiunile mlăștinoase și nisipoase, Pajiștile Spartina (Spartinion maritimae), Pășuni atlantice udate de apa mării (Glauco-Puccinellietalia maritimae), Tufărișuri halofile mediteraneene și termo-atlantice (Sarcocornetea fruticosi), Dune mobile cu vegetație embrionară, Dune mobile de-a lungul țărmului cu Ammophila arenaria („dune albe”), Dune de coastă fixe cu vegetație erbacee („dune gri”), Dune fixe decalcificate atlantice (Calluno-Ulicetea), Dune cu Salix repens ssp. argentea (Salicion arenariae), Depresiuni intradunale umede, Dune împădurite cu Pinus pinea și/sau Pinus pinaster, Vegetație psamofilă uscată cu pășuni deschise de Corynephorus și Agrostis, Lacuri eutrofice naturale cu vegetație de tip Magnopotamion sau Hydrocharition, Râuri mediteraneene cu debit permanent cu specii de Paspalo-Agrostidion și galerii riverane de Salix și de Populus alba, Pajiști umede atlantice temperate cu Erica ciliaris și Erica tetralix, Pajiști umede mediteraneene cu ierburi înalte de Molinio-Holoschoenion, Păduri aluvionare cu Alnus glutinosa și Fraxinus excelsior (Alno-Padion, Alnion incanae, Salicion albae), Păduri mixte riverane de Quercus robur, Ulmus laevis și Ulmus minor, Fraxinus excelsior sau Fraxinus angustifolia, de-a lungul marilor râuri (Ulmenion minoris), Păduri de stejar galițio-portugheze cu Quercus robur și Quercus pyrenaica, Galerii și tufărișuri riverane sudice (Nerio-Tamaricetea și Securinegion tinctoriae).
La baza desemnării sitului se află mai multe specii protejate:
- plante (2): Jasione lusitanica, Myosotis lusitanica
- amfibieni (1): Discoglossus galganoi
- mamifere (2): liliac cârn (Barbastella barbastellus), vidră de râu (Lutra lutra)
- pești (7): Achondrostoma oligolepis, Alosa alosa, Alosa fallax, Cobitis paludica, cicar (Lampetra planeri), Petromyzon marinus, Pseudochondrostoma duriense
- reptile (1): Lacerta schreiberi

Pe lângă speciile protejate, pe teritoriul sitului au mai fost identificate 7 specii de plante, 12 specii de amfibieni, 4 specii de mamifere, 4 specii de pești, 8 specii de reptile.